# اس‌اس آکویلا (۱۹۴۰)
اس‌اس آکویلا (۱۹۴۰) (به انگلیسی: SS Aquila (1940)) کشتی که طول آن ۴۴۱٫۱ فوت (۱۳۴٫۴ متر) می باشد. این کشتی در سال ۱۹۴۰ ساخته شده است.